# Quỹ Tiền tệ Ả Rập
Quỹ Tiền tệ Ả Rập là một cơ quan của Liên minh Ả Rập, được thành lập vào năm 1976 và đi vào hoạt động từ năm 1977 nhằm hỗ trợ các nước thành viên của Liên minh khi gặp vấn đề đối với cán cân thanh toán, tạo thuận lợi cho việc thanh toán qua lại giữa các nước thành viên, chuẩn bị cho việc thành lập đơn vị Tiền tệ Ả Rập Thống nhất.
Trụ sở chính của Quỹ Tiền tệ Ả Rập đặt tại thành phố Abu Dhabi, Thủ đô của Các Tiểu vương quốc Ả Rập Thống nhất. Cả 22 nước thành viên của Liên minh Ả Rập đều là thành viên của Quỹ, bao gồm:
- Algérie
- Bahrain
- Comoros
- Djibouti
- Ai Cập
- Iraq
- Jordan
- Kuwait
- Liban
- Libya
- Mauritanie
- Maroc
- Oman
- Palestine
- Qatar
- Ả Rập Xê Út
- Somalia
- Sudan
- Syria
- Tunisia
- UAE
- Yemen